# Bubbles (singe)
Pour les articles homonymes, voir Bubbles.
Bubbles, né en 1983 à Austin (Texas), est un chimpanzé commun, connu pour avoir été l'animal de compagnie du chanteur américain Michael Jackson. 

## Parcours
Bubbles n'avait que huit mois lorsque le chanteur Michael Jackson en a fait l'acquisition en 1983 pour une somme importante (un achat de 65 000 dollars a été évoqué) à un centre de recherche du Texas qui le destinait à l'expérimentation animale.
L'animal était le compagnon de voyage du chanteur, ce qui suscitait parfois la moquerie de certains médias. Lors de la tournée Bad World Tour, Jackson emmène Bubbles avec lui au Japon, et ensemble, ils boivent du thé avec le maire d'Osaka.
Bubbles vit d'abord à Encino dans la banlieue de Los Angeles, puis occupe le ranch de Neverland à partir de 1988 où il dort dans un berceau dans la chambre de l'artiste. 
Plus tard, comme beaucoup de chimpanzés adultes, Bubbles adopta une attitude plus agressive et plus difficile à maîtriser. Ce comportement le rendant inapte à son rôle d'animal de compagnie, il est confié à un dresseur en Californie. 
Depuis 2004, Bubbles réside dans un sanctuaire de primates (Center for Great Apes) à Wauchula en Floride.

## Sculpture
En 1988, l'artiste américain Jeff Koons a réalisé trois sculptures identiques en porcelaine, Michael Jackson and Bubbles, dans le cadre de son exposition « Banality (en) » à la galerie Sonnabend de New York.

## Musique
En 2016, "Bubbles Burst" est le dixième titre et le quatrième single de l'album "The Monolith Of Phobos" par The Claypool Lennon Delirium. Le clip sort la même année.